# Salix melanopsis
Salix melanopsis (лат.) — древесное растение, кустарник, вид рода Ива (Salix) семейства Ивовые (Salicaceae). Произрастет в западной части Северной Америки.

## Описание
Salix melanopsis — кустарник кустарник высотой до 4 м, иногда обильно разрастающийся из своего стебля и образующий густые заросли. Веточки коричневые или чёрные, опушённые. Листовые пластинки 2-12 см длиной, линейные или ланцетные с зубчатыми или цельными краями, тёмно-зелёные с обеих сторон, сначала опушённые, в зрелости голые. Соцветие — серёжка с цветками до 5 или 6 см. Женские серёжки 2-4 см длиной, появляются вместе с листьями на листовых веточках длиной 5-25 мм; чешуйки жёлтые, волосатые по краям, опадающие. Плоды — коробочки 4-6 мм длиной, голые..

## Ареал и местообитание
S. melanopsis произрастет в западной части Северной Америки от Британской Колумбии и Альберты до Калифорнии и Колорадо. Встречается во многих типах влажных и мокрых местообитаний, таких как берега рек, ручьёв, озёр, растёт на равнинах, в долинах, чаще всего горных, такие как субальпийские горные луга, на каменистых и илистых почвах.

## Биология
Опыляются следующими насекомыми: Bombus vagans, Bombus bifarius, Bombus fervidus, Bombus frigidus, Bombus Hunterii, Bombus melanopygus, Bombus ternarius, Bombus terricola, Bombus sitkensis, Bombus occidentalis, Bombus pensylvanicus, Bombus bimaculatus, Bombus griseocollis, Bombus impatiens и Bombus suckleyi.

## Галерея

S. melanopsis
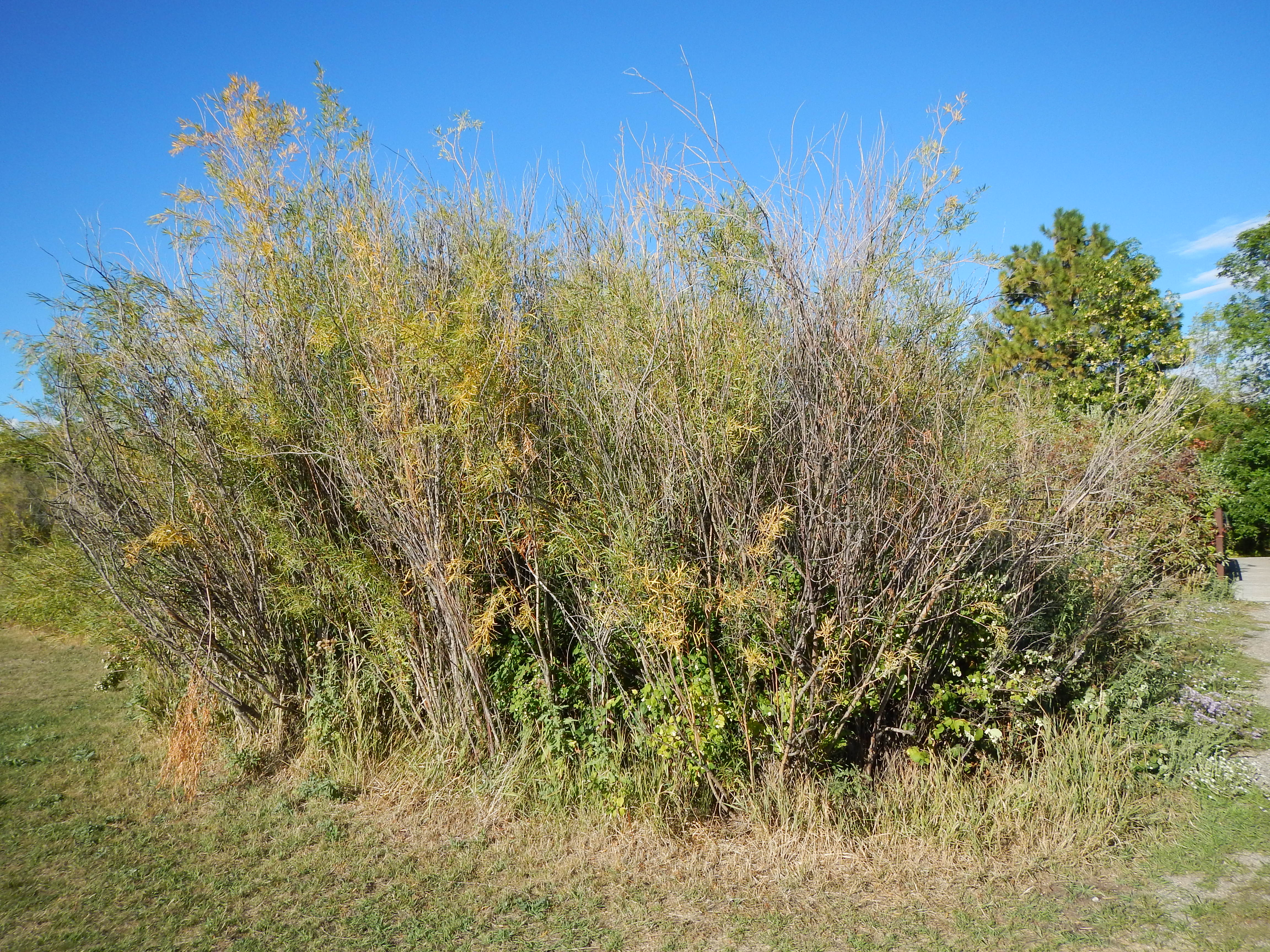
В природе
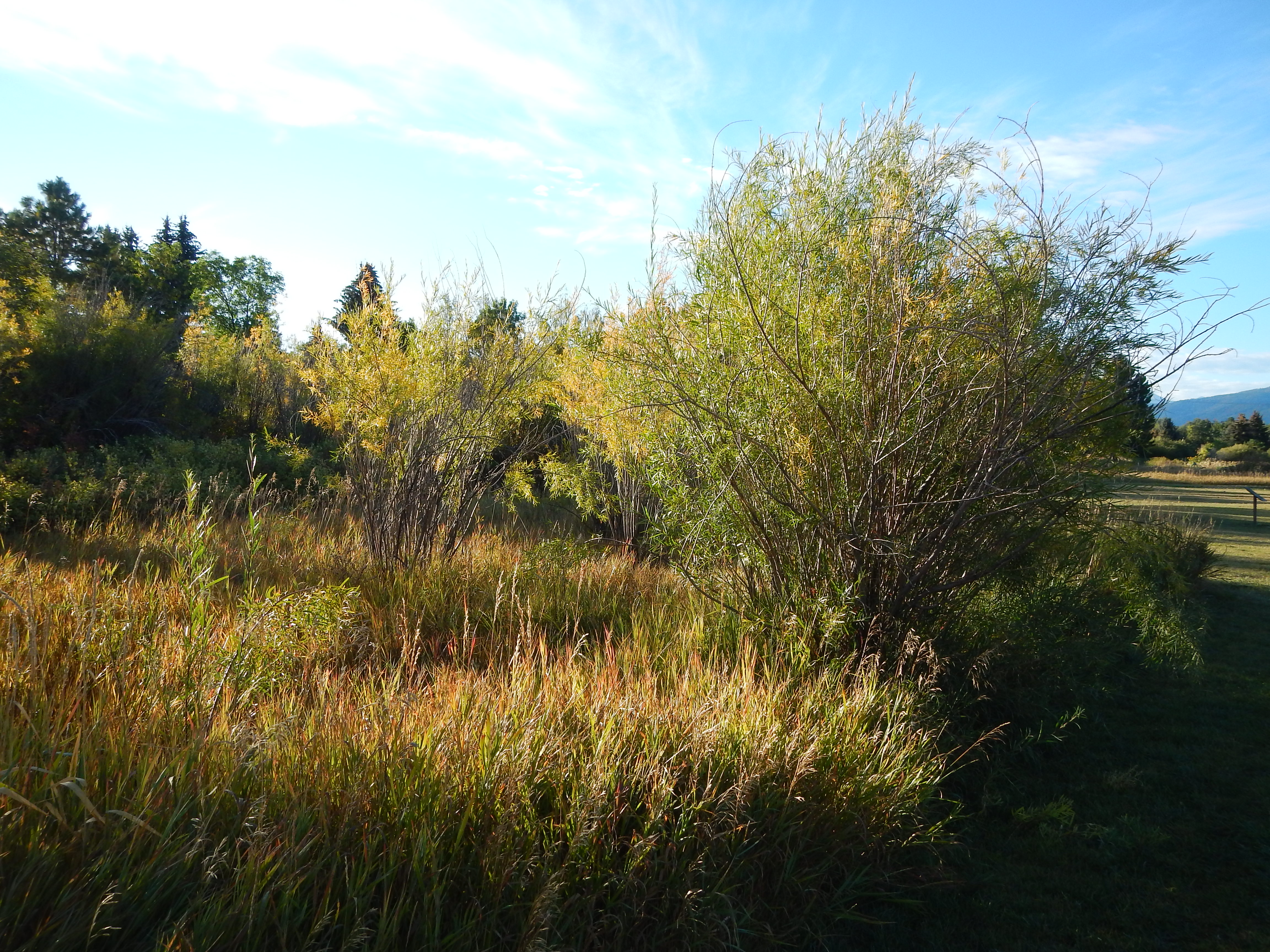
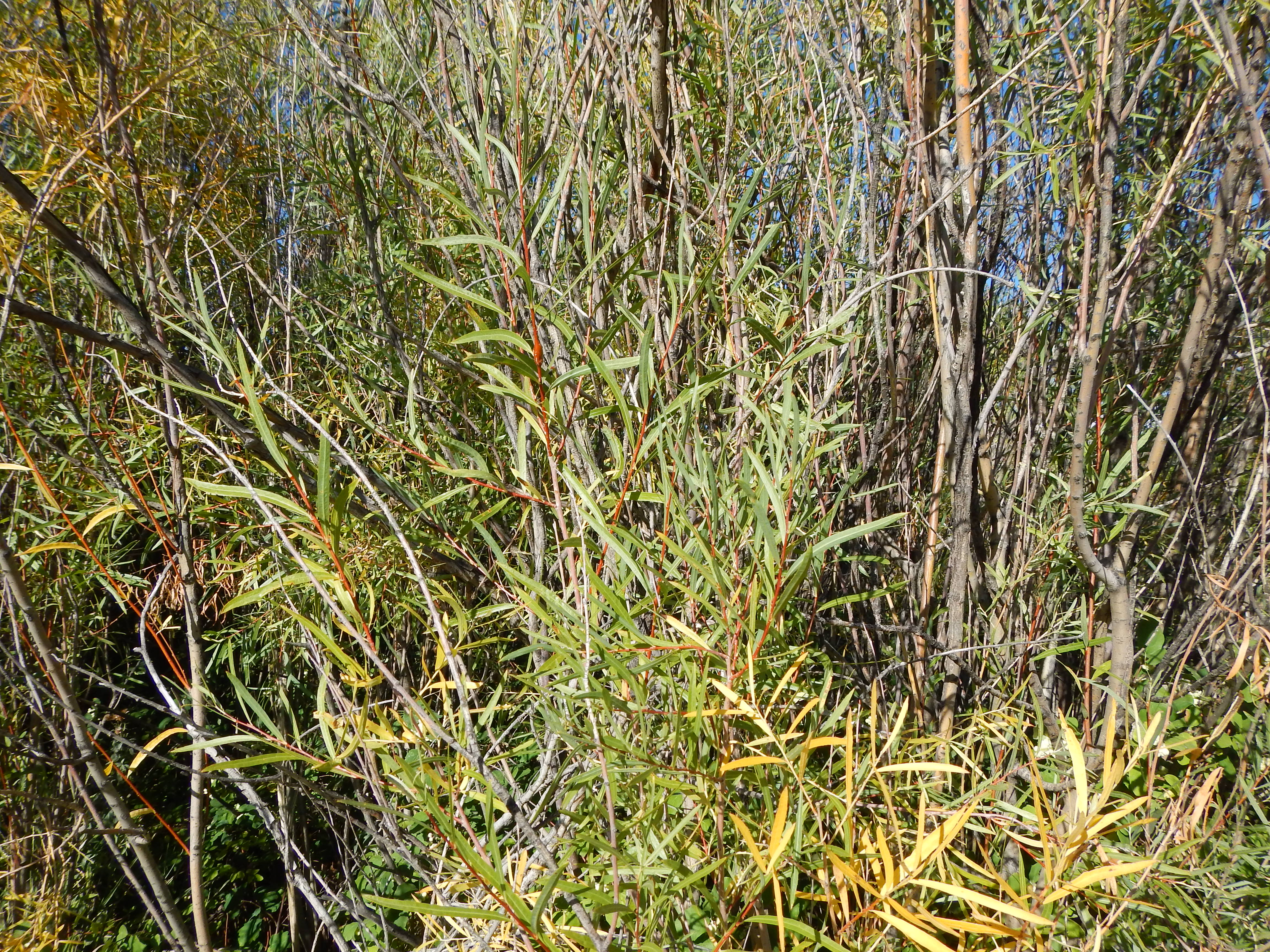
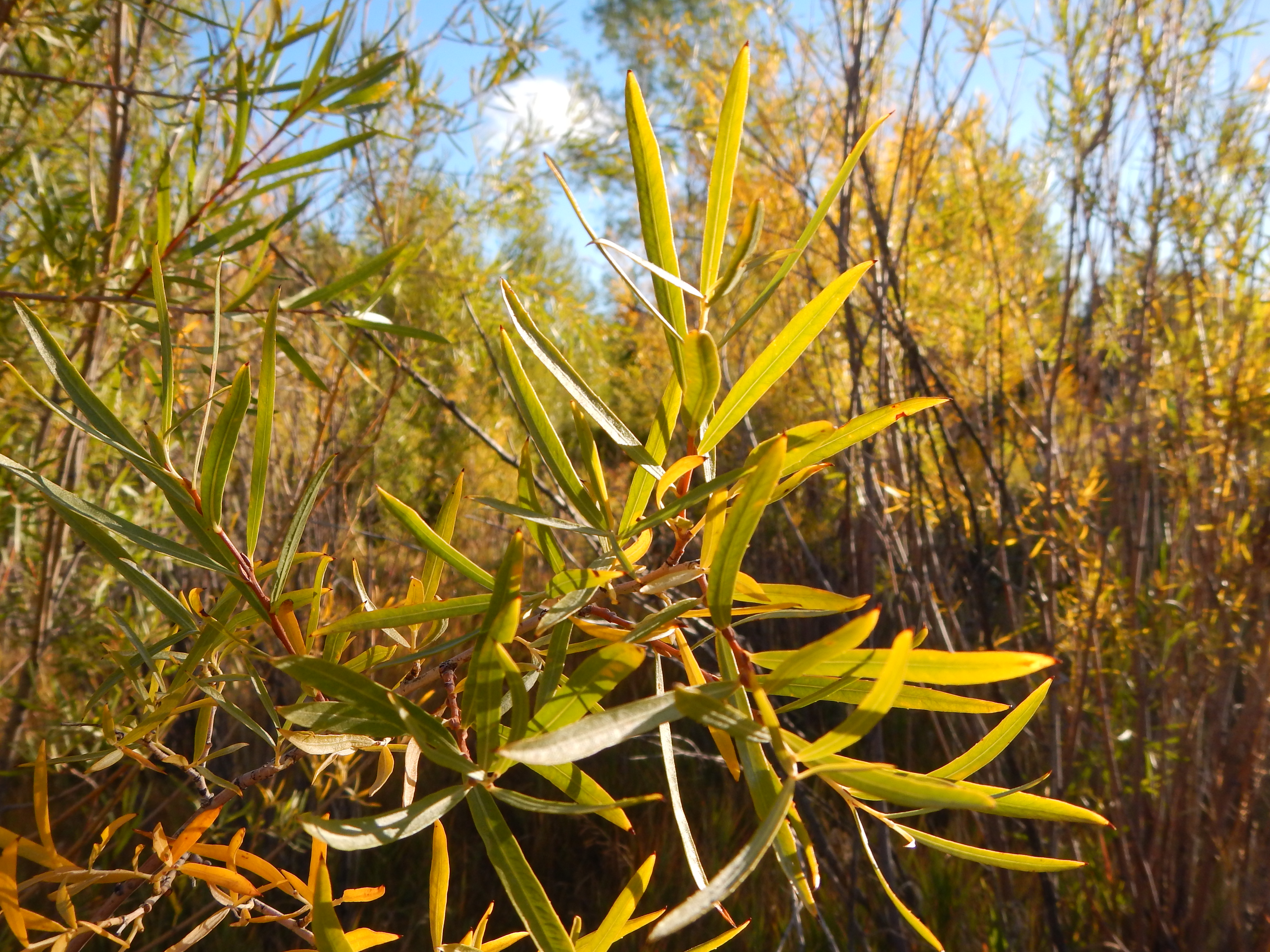
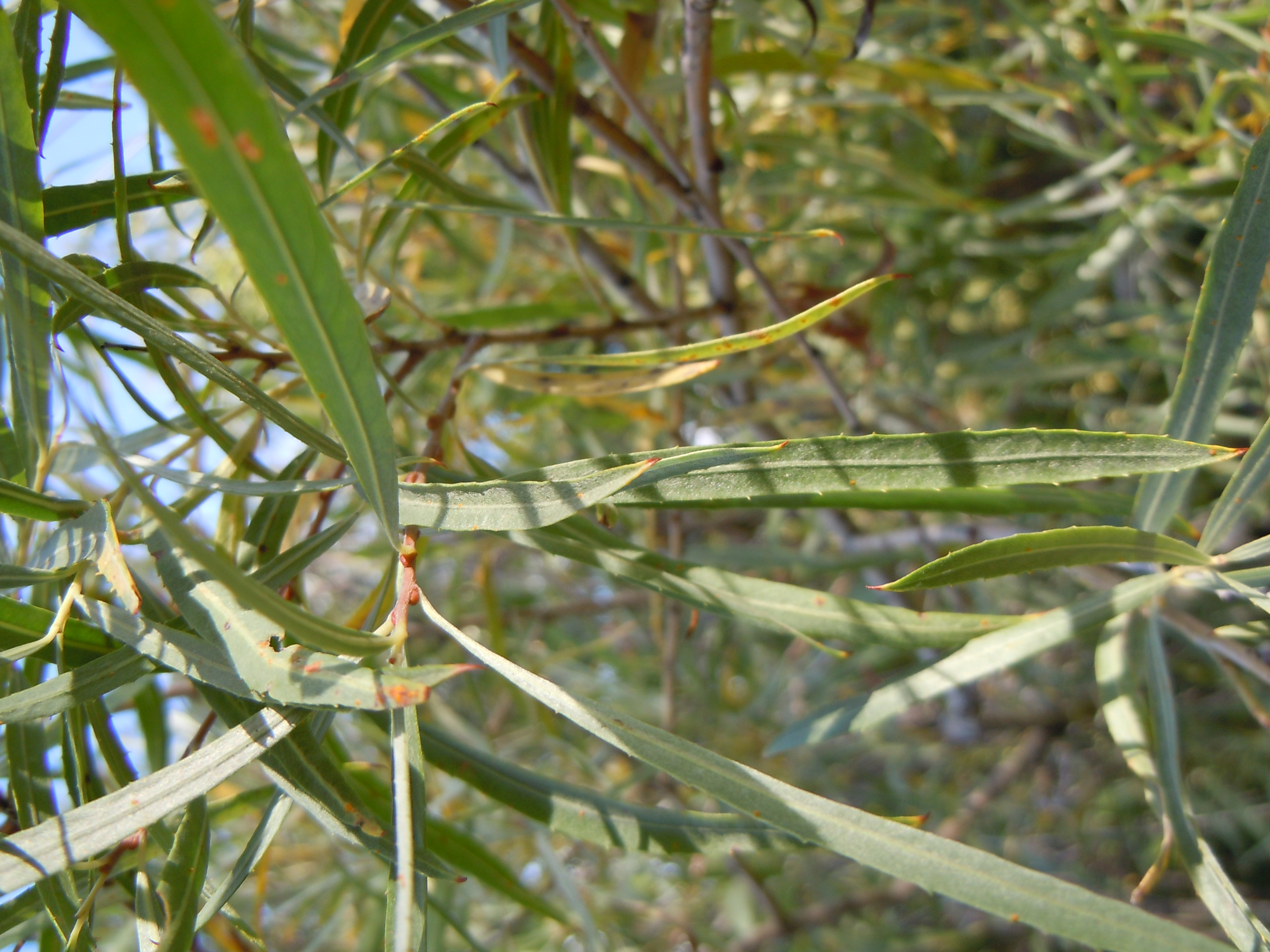
Листва